# 電磁波音
電磁波音（でんじはおん）とは、ある現象にともなって放出される電磁波、特に大きな流星（火球）にともなって放出されるそれが観察者の周囲で音波に変換されることによってまれに聞こえるとされる音である。 エレクトロフォニック・サウンド (electrophonic sound) ともいう。 オーロラにともなって発生する音、さらに雷鳴とは別に雷光と同時に聞こえるとされる音も電磁波音ではないかとして議論されている。 以下、主として火球の電磁波音について取り扱う。

## 概要
この火球にともなう音は、火球が流れるのと同時に音がすることが特徴である。 記録は古くからあり、体験者によるとこのような火球の音は、「シュー」といった連続したノイズ音、「パチパチ」という断続的な音、あるいは「パン」とはじけるような瞬間的な音だという。 流星は観察者から遠く、音速では数分の時間がかかることが普通なので、音波が流星から直接出ているとは考えられない。 科学的説明がつきにくいうえに頻度も低いものであったために、この音は本当に実在するかどうか長らく疑問視されてきた。
1960年代には強い静電場によるコロナ音だという理論が出されたがあまり注目されず、音の物理的な実在を信じる研究者は少なかった。 音が科学的対象とみなされることになる転機は1980年に訪れた。 可聴域、すなわち耳で聞こえる音波の周波数と重なる低い周波数（極超長波および超長波）の電波が火球のプラズマから発生して光速で観察者のもとへ到達し、適切な条件のもとで観察者の周囲においてそれが音波に変換されて聞こえるのだとする理論がオーストラリアの天文学者コリン・ケイ (Colin Keay) により示された。 その後、流星からのこうした低い周波数の電波の放出が確認され、また音の録音にも成功している。
しかし、予測とは食い違う観測結果も現れ、どのような条件で電波が放出され、どのような条件でそれが十分な大きさの音波に変わるのかなど詳しい機構は依然として十分に明らかとなっていない。 このため電磁波音は依然として非常にまれな謎めいた自然現象となっている。

## 流星の電磁波音

### 流星の音
地球から見て毎秒数十 km という高速で太陽系を飛びかう小さな粒子が上層の地球大気に飛び込むと、大気分子と激しく衝突し、粒子・大気分子の電子の軌道を外側へずらしたり（励起）、さらには電子を引きはがしたり（電離）してプラズマの柱を作る。 励起された電子が元に戻るときに光としてエネルギーを放出して輝いた結果、われわれはそれを流星だと認識する。 こうした上層大気の現象である流星は観察者から数十 km 以上離れているのが普通である。 流星は流れるとともに衝撃波を作り出すが、巨大な火球の衝撃波によるソニック・ブームが音速で地上まで届くのはそれが光ってから何分も後のこととなる。 大砲か雷鳴のように響くこうしたソニック・ブームは巨大な火球で実際しばしば観察されている。 一方、流星と同時に響く音が実在のものなら音波とは別の物理的機構によらねばならない。 しかしそうした機構が不明であったばかりでなく、音自体が体験例が少なく、体験内容も様々で一部の人だけに聞こえるなど一貫性を欠いていたため、学術的には花火などとの類推による心理的な錯誤や他の音との混同による思い違いとして説明されるか、単に無視されることが多かった。
しかし、この現象への関心を失わなかった研究者によって集められた記録や証言は数百にのぼった。 その表現は多種多彩で、例えば次のようなものであった。
- 「歯ぎしり」のような音（1706年12月1日、トボリスク）
- 驚いた鳥が飛び立つ羽音に似たざわめき（1908年6月30日、カンスク、ツングースカ大爆発のとき）
- （背後で）花火を打ち上げるときの音に似た「トシュシュシュイョフ！」という音（1925年8月20日、流星研究者のアスタポーヴィッチ）
- （家の中に居る時）飛行機が急旋回するような音（1933年8月8日、ネブラスカ隕石のとき）
- 電線がショートしたか、または、マグネシウムのフラッシュを焼いたかのような激しい爆発音（1937年夏、アシガバート）
- 濡れた路面を走る車のタイヤがたてる音だと思い込ませたようなシューというノイズ（1969年9月28日、ビクトリア州郊外、マーチソン隕石のとき）
- 高速で走る急行列車かバスのようなノイズがした後、電気的なはじけるような音（1978年4月7日、シドニー）
- パンクかクラッカーのような破裂音（しかし、このとき隣にいた人は何も聞いていない）（1978年4月7日、ニューカッスル）
- 荷物を満載したトレーラーをひいて農場にやってくるトラクターのような音（1989年、ニューサウスウェールズ州郊外）
- 電気かみそりの 1/3 ぐらいの大きさの音で、たき木が燃えるようなパチパチとシューという音（1990年、モスクワの北東 300 km）

この現象に関心を寄せてきた天文学者のひとりであるヴィターリー・ブロンシュテン (Виталий А. Бронштэн, Vitalii A. Bronshten) によれば、実際、こうした報告の中には「火球の目撃に先行するばかりではなく、目撃者が天空を飛行する物体に注意を向ける元にさえなっている」もの存在してもおり、心理的錯誤や思い違いなど主観に原因を帰した解釈では説明できないことが明らかだとする。

### 可聴域周波数の電波による説明
無視できない報告は多いにもかかわらず、その理論的説明にもまた多数の困難が存在している。 何より、いかに報告が多数であろうとも、こうした現象はまれな上に気まぐれなため科学的に統制された環境での再現性が確保されにくい。 推計では電磁波音は毎日観測して一生に一度体験する程度の頻度だとされる。 また、実在するなら電磁的現象が伝播を担っていると考えられるが、流星から光以外に強い電磁波が出るということは観測されておらず、そうした理論も存在していなかった。 その上、電磁場やその乱れが自然環境の中で音を生み出すという顕著な例は、強い静電場中の放電にともなうコロナ音ぐらいしか知られていなかった。
流星の音を物理的に根拠づけるにはこうした困難をすべて解決する必要があったが、いくつかの手がかりも存在していた。 低い周波数の電波は、まだ流星が出していないと確認されていなかった。 また、核実験では、爆発と地磁気との相互作用によって放出される低い周波数の強力で瞬間的な電磁波（電磁パルス）が実験に参加した兵士に音の感覚を生じさせたという報告があった。 一方、太陽黒点に関しては、磁力線がねじれて密集することでエネルギーを溜めこむという理論があった。
天文学者コリン・ケイは、1978年にオーストラリアのシドニーを含むニューサウスウェールズ州で目撃された非常に大きな火球にともなう音の体験例を調査したことをきっかけに、上のような事実を組み合わせて、1980年に伝達するのが音波の可聴域の周波数に対応するような低い周波数の電磁波だとして説明できるとした磁気スパゲッティ (magnetic spaghetti) と形容した理論を提示した。
ケイのアイデアを精緻化したブロンシュテンの磁気流体力学的解析によればプラズマの電気伝導率が十分に大きなとき、地磁気の磁力線はプラズマの流体に「凍り付き」、乱流がスパゲッティのようにそれを巻き込んでいく。 それによって磁場が強くなるが、一瞬の後、この状態が崩壊するときに数 kHz 台の電波が発生するのだとする。 解析によると、このようなことが起こるためには火球の大きさに関する閾値が存在し、電気伝導率がある値より大きくなるような大火球でなければならない。 強い磁場は数 ms 持続し、崩壊するときにそのエネルギーのうち 1/1000 だけが電波に変わる。 高速な流星の粒子が持っていた運動エネルギーはもともと非常に大きいため、解析では、こうした小さな割合のエネルギーのさらに 1/1000 でも音波に変換されるなら「サラサラ或いはヒューヒューというような音を聞くのには十分」であるとされた。 火球の明るさの下限は −12 等級で、これはほぼ満月の明るさに匹敵する。
火球の電磁波音は2種に大別されると考えられ、そのひとつは連続して聞かれるノイズ状の音であり、もうひとつは一瞬だけはじけるような音である。 ケイとブロンシュテンの理論とは別に、1999年にマーティン・ビーチ (Martin Beech) らが、はじけるような瞬間的な音に対して、強い電場のパルスが原因であるとする理論を提出した。 この理論では、プラズマ中を伝わる衝撃波は電子を強く拡散させ一瞬だけ強い電場を生み出すとする。 音を発生させるのために必要な火球の大きさは磁気スパゲッティ理論による場合よりも小さくおよそ −7 等でよいとされる。
こうした理論にしたがって電磁波が火球から発生しているとしても、ヒトは目で可視光を感じる以外、通常電磁波を直接感じることはできない。 フレイ効果や経頭蓋磁気刺激のように、マイクロ波や強い磁場変化が直接内耳や脳に作用して聴覚を生ずる場合もあるが、考えられている大きさの低い周波数の電磁波でそれを裏付けるような理論や実験はない。 ケイらは可聴域の電磁波が音に変換されることがあるか無音室に座らせた被験者で実験を行った。 その結果、4 kHz で変動するピーク間 160 V/m の電場で一部の被験者に音が聞こえることを確認した。 音を知覚した閾値が低い人の特徴から、ケイは髪の毛やメガネなど身の回りのものがトランスデューサーとなっていると結論した。

### 電磁波の観測と電磁波音の録音
理論を検証するため、火球にともなって超長波 (VLF) の電波が実際に放射される例があるのかが調査されたが、大きな火球自体まれな現象である上に電波の放射もまれだと思われるため、当初その例は多くなかった。 最初の例は1981年に日本の渡邉堯らによって確認され日本語の無線雑誌で報告された。 ペルセウス座流星群の −6 等の火球にともなっていたこの電波は 1/5 秒以下の短いパルス状のものであった。 またビーチらが1993年にのべ80時間流星群を観測した中では −10 等級の非常に明るかった火球1例だけで確認された。 その後、しし座流星群の観測などで多くの超長波の検出が報告されている。
一方、1998年にはクロアチアのヴィンコヴィッチ (Dejan Vinković) らのグループが、しし座流星群に合わせて電磁波の記録と電磁波音そのものの録音をモンゴルで試みた。 結果、−6.5 等と −12 等の2つの火球で音を聞き、初めてその録音に成功した。 音はいずれも「パン」という破裂的なものであり、250 Hz 以下の低い周波数を持っていた。 しかし同時に行われた 500 Hz 以上の電磁波の測定との相関はみられなかった。 ヴィンコヴィッチらはまた、電磁波音の問題を主題として初めて組織的に行った百件に近い調査結果を2002年に発表した。 それによると、音が現れるのはおよそ −2 等級の明るさの流星でもよく、これは理論が予測していたものよりずっと低い光度である。 さらに別の研究では、電磁波音をともなう人工衛星の落下で 10 Hz 以下の地磁気の変動が記録され、また流星群では数百 Hz 以下の電場の変動と電磁波音との相関が検出されるなど、現象への理解がまだ完全なものとはいえないことを示す観測結果もでている。
近年では、主にアマチュア天文家によって、高感度ビデオ観測とVLF観測とを組み合わせた観測が行われている。 また、取りわけ大きな爆発現象を伴った2013年のロシア・チェリャビンスク隕石の落下では、落下の様子を詳細に分析した国際共同研究の論文の中で電磁波音についても触れられた。 ここでは、火球が最も輝いているときに変圧器のうなりのような音を聞いた電気技師や、火球に目を向ける前に2機の戦闘機の轟音と思わせた音を聞いた運転手、フライパンを跳ねる油のようだったという物理学者の例が報告されている。 一方で、これら3人の中にはトランスデューサーとなりうるメガネをかけた人はいなかったといい、また、地元の電力会社では強力で短い低周波の電波（電磁パルス）で予想されるサージが発生した兆候は見られなかった。 インターネットで募った1674人の目撃情報では198人が火球と同時に音を聞いていた。

## 流星の音についての歴史
流星に音があったと解釈できる記録は古くシュメール時代から見出される。 中国では9世紀の馬端臨が編纂した『文献通考』の中で「飛翔するツルの群れのような音」がしたという817年の火球について述べられている。 11世紀のアラビアでも「大きな音とまばゆい明るさ」をもつ流星群についての記述がある。 また、電磁波音か衝撃波によるソニック・ブームかは判然としないが、『日本書紀』には637年に流れた火球（天狗、アマキツネ）に雷のような音がしたという記述がある。
すでにアリストテレスは流星を大気中の現象だとしていたが、17–18世紀に入っても流星の正体についてはほとんど何もわかっていなかった。 しかし合理主義と近代科学が徐々に開花したこの時代には観察結果にも科学的な解釈が求められるようになり、17世紀後半にこうした音は音波が伝わるとすると不合理であることが指摘された。 1714年、著名な天文学者エドモンド・ハレーは1676年にアドリア海からコルシカ海峡にかけてイタリアを横断するようにして目撃された大きな火球について考察している。 この火球は場所によっては月よりも大きく見え、花火のようなシューという雑音、あるいは大きな大砲のような音がしたかと思うと、やがてガタガタと大きな馬車が石の上を進むような音が「クレドほどの時間」続いたのだと記録されていた。 後者は通常のソニック・ブームによる音波だと考えられる。 ハレーは流星の高度や速度を丹念に突き止めようし、この大火球をはじめ、イギリスやその他の国々で同時に観察された火球の動きを分析して、それがいずれも地上から数十 km も上空での現象であることを確認した。 このことはイタリアで生々しく報告されたような火球の音の存在を受け入れ難いものとし、1719年の王立協会への報告では、遅れて響いたガタガタという音や爆発音を除いて、流星の音を「単なる空想の産物」だと結論づけている。
1784年には軍医で王立協会書記であったチャールズ・ブラグデン (Charles Blagden) がその前年にイギリスでみられた大きな火球を調査している。 ブラグデンは音がしたという主張に接して、やはり「花火との見た目の類似により生じた幻覚か恐怖心がもつ想像力」によるものだろうとした。 だが一方で少なからぬ証言があることから、不明確ながらも電気的現象によって音速よりも速く雑音を運べるのではないかとも述べ「将来の観察者によって明らかにされるべきこととして保留しておく」とした。
ひとつの転機は1833年に訪れた。 この年、アメリカを一時間に数万に上るしし座流星群の流星雨が襲った。 このときになって天文学者デニソン・オルムステッド (Denison Olmsted) が流星とは宇宙から地球大気に突入する小さな物体であると正しく結論付けている。 オルムステッドはこの史上最大規模の流星雨での目撃報告を丹念に収集したが、その中には流星の音についての多くの詳細な記録が含まれていた。 音はおもちゃの豆鉄砲のような「パン」というものだったという。 電磁気的現象ではないかと興味をひかれたオルムステッドは自ら実験も行っている。 しかし、まだ当時の電磁気的現象への理解は限られたものであった。
19世紀後半、マクスウェルが電磁気学を確立し、ヘルツが電磁波の存在を確認したことによって、少なくとも流星の音がこの電磁波を介してのものだという推測は可能となった。 実際、地質学者ジョハン・ウッデン (Johan August Udden) は、1917年にテキサス州で目撃された大火球の音が「地面に置かれた物によるように思え」たという証言を得て、原因が「おそらく地面、もしくは植物や人造物のような地上の物体と当たって部分的に空気中で音に変換されることによって消散するエーテル波〔= 電磁波〕に求められる」だろうと考えた。 隕石研究者ナイニンガーも1934年にアメリカ国立標準局のエルマー・ウィーヴァー (Elmer R. Weaver) が同様の考えを述べていることを記している。 一方で、デニングやワイリー (C. C. Wylie) のような、代表的な流星研究者は音が心理的効果だと主張した。 第二次世界大戦後、冷戦の激化とともに、この現象はアメリカ軍の興味を引くところともなり、ランド研究所に調査が委託された。 1963年に体験例を多数含む報告がまとめられ、地上の静電場の乱れによる放電現象にともなうコロナ音、もしくは電磁波による可能性が高いとされた。 これは最終報告のように受け取られたが、原因の断定はなされなかったため、ほとんどの研究者には依然として心理的効果だとの考えが支配的であった。
一方で、ソ連においては事情がいくらか異なっていた。 レーヴィン (Борис Ю. Левин, Boris Yu. Levin) のような心理説を主張する研究者もいたが、電磁気的現象の可能性も論じられ続けた。 とりわけ流星天文学者イーゴリ・アスタポーヴィッチ (Ігор С. Астапович, Igor S. Astapovich) は、1925年、17歳の時に大火球の音を自ら聞いていた。 アスタポーヴィッチは後年、流星に関する様々な現象を調査したが、その中には過去から現在までの流星の音に関する多数の記録が含まれていた。 こうした報告の内容は極めて多彩であるが、中には9世紀の中国の記録と同じく「鳥の群れの羽音」のように聞こえたというものや、「開かれた窓際に置かれた花」や「出窓の敷居に置かれた花の葉」が鳴ったとするものなど多くの興味深い記録がある。 アスタポーヴィッチは、これらの記録から火球が −9 等より明るくなければ音は起こらないとした。 また、イヴァノフ (В. В. Иванов, V. V. Ivanov) とメドヴェージェフ (Ю. А. Медведев, Yu. A. Medvedev) は1965年に流星の尾による静電気の誘導とコロナ音の考えにもとづく理論を提出した。 しかしソ連におけるこうした調査や理論は、心理説を有力視する世界の研究者の考えを必ずしも変えるものとはならなかった。

## 電磁波音が疑われている他の現象
強いオーロラが音を発するという報告があり、これに対してもケイは電磁波音ではないかと主張している。 オーロラの音に関しては他にも、やはり強い電場によるコロナ音だとするものなどさまざまな説があり、依然として受け入れられた理論は存在していない（詳細は「オーロラ#オーロラの音」を参照）。
またさらに、現在のところ解明されておらず存在も疑われている同様な現象の報告に対しても電磁波音との関連で関心がもたれている。 こうした報告には、雷鳴がとどろく前、雷が光った瞬間に「カチッ」という音がするというもの、地震の直前の音、地球の極めて近くにまで接近した彗星が発する音がある。

## 名称について
エレクトロフォニック・サウンド (electrophonic sound) という語を1937年に初めて用いたのは、心理学者スタンリー・スティーヴンズ (Stanley S. Stevens) であるが、これは頭部に直接流した電流が発生させた音の知覚を意味し、流星などの電磁波によると思われる音とは直接関係ないものであった。 1940年に、音が電磁的な効果だと考えたアスタポーヴィッチに従って、鉱物学者で詩人でもあったピョートル・ドラーヴェルト (Пётр Л. Драверт, Pëtr L. Dravert) が音をともなう火球をエレクトロフォーンヌイ・ボリート ([[:ru:электрофонный болид|электрофонный болид]], electrophonic bolide, 電磁波音火球) と呼んだ。 単語エレクトロフォンは単に「電気の音」を意味する言葉であり、この点では必ずしも実態をよく表しているとはいえないが、現在学術的にもこの名前で定着している。 流星などの音としてのエレクトロフォニック・サウンドは日本語ではより実態に近く電磁波音と訳されている。